# Josef Kovačič
Josef Kovačič (* 20. března 1961) je bývalý český fotbalista, útočník.

## Fotbalová kariéra
V československé lize hrál za TJ Škoda Plzeň. Nastoupil v 56 ligových utkáních a dal 4 góly.

## Ligová bilance
| Ročník                                   | Zápasy | Góly | Klub        |
| ---------------------------------------- | ------ | ---- | ----------- |
| česká národní fotbalová liga 1981/82     | 12     | 0    | Škoda Plzeň |
| česká národní fotbalová liga 1982/83     | 27     | 7    | Škoda Plzeň |
| česká národní fotbalová liga 1983/84     | 28     | 3    | Škoda Plzeň |
| česká národní fotbalová liga 1984/85     | 28     | 9    | Škoda Plzeň |
| česká národní fotbalová liga 1985/86     | 30     | 14   | Škoda Plzeň |
| 1. československá fotbalová liga 1986/87 | 30     | 2    | Škoda Plzeň |
| česká národní fotbalová liga 1987/88     | 22     | 5    | Škoda Plzeň |
| 1. československá fotbalová liga 1988/89 | 26     | 2    | Škoda Plzeň |
| CELKEM                                   | 202    | 42   |             |